# George Cadle Price
Rt. Hon. George Cadle Price (Belize City, 15 januari 1919 – aldaar, 19 september 2011) was een Belizaans politicus en architect van de onafhankelijkheid van zijn land.
George Price was het derde van elf kinderen van het echtpaar William en Irene Price. In 1947 werd hij in de gemeenteraad van Belize City gekozen. Op 29 september 1950 was hij medeoprichter van het People's Committee, vanaf 1953 People's United Party (PUP) genaamd. In 1954 werd hij voor de PUP in de Wetgevende Vergadering van Brits-Honduras (de toenmalige naam van Belize) gekozen. Van 1956 tot 1962 was hij burgemeester van Belize City.
Op 7 april 1961 werd hij eerste minister van Belize en begon hij de onderhandelingen met de Britse regering om tot de onafhankelijkheid van Brits-Honduras te komen. In 1964 verkreeg Brits-Honduras zelfbestuur en werd George Price premier. Op 1 juni 1973 veranderde de naam van Brits-Honduras in Belize.
Op 21 september 1981 werd Belize een onafhankelijk koninkrijk onder de Brits koningin Elizabeth II en werd Price de eerste premier van de onafhankelijke staat. Tot 1983 was hij tevens minister van Buitenlandse Zaken. 
In 1982 werd hij lid van de Privy Council (Koninklijke Adviesraad) van het Verenigd Koninkrijk, waarna hij gemachtigd was het Right Honourable voor zijn naam te plaatsen. 
Bij de verkiezingen van 1984 werd hij verslagen door Manuel Esquivel, de voorzitter van de United Democratic Party (UDP). Esquivel werd in 1989 weer opgevolgd door Price toen deze de verkiezingen had gewonnen. Price' tweede ambtstermijn duurde tot 3 juli 1993.